# سیسیل آبیش
سیسیل آبیش (زاده ۱۹۳۰ در شهر نیویورک) یک هنرمند آمریکایی است که بیشتر به خاطر کارهایش در مجسمه‌سازی و عکاسی شهرت دارد. سسیل آبیش تا سال ۱۹۶۵ یک برنامه‌ریز موفق شهری بود، اما از آن موقع تمام وقت خود را وقف هنر کرد. آثار او در بسیاری از نمایشگاه‌های انفرادی و گروهی در گالری‌ها و موزه‌های ایالات متحده و بین‌المللی به نمایش گذاشته شده‌است، از آن جمله می‌توان مؤسسه فناوری نیوجرسی، انستیتوی هنر معاصر در بوستون و مرکز معماری در وین را نام برد. شوهرش، نویسنده والتر آبیش، کتاب «شکل غیبت» را در سال ۱۹۹۰ را بر مبنای کارهای سسسیل نوشت.

## مجسمه‌سازی
برای سال‌های متمادی، تمرکز اصلی ابیش مجسمه‌سازی بود. او اغلب مواد ساخته شده مانند نئوپان و تعداد زیادی تیله را با هم ترکیب می‌کرد. کارهای او شامل تخته‌های دیواری هوماسوت، تیله و جوش شیرین است. تخته‌های هوماسوت در کنار دیوارهای داخلی یک اتاق به صورت قائم قرار گرفته‌است، در حالی که کف اتاق با تیله پوشانده شده‌است. تیله‌ها در کنار هماسوت جدا شده و جلوه‌ای سایه مانند ایجاد می‌کنند گویی تیله‌ها چراغ‌های نورانی هستند. این با نام و عنوان اثر که در گوشه‌ای گذاشته شده، منعکس می‌شود. چهار تخته چهار سایه ایجاد می‌کند، در گوشه مقابل اما فقط سه سایه از چهار صفحه قابل مشاهده است.
آبیش معتقد به هم‌افزایی بین کار و سطح کار است. سیسیل ابیش، کارل آندره، بورلی پپر و تونی اسمیت یک"بیانیه مجسمه‌سازان" نوشتند که در دسامبر ۱۹۷۵ در مجله هنر منتشر شد. بخشی را که سسیل آبیش نوشته بود تحت عنوان "مدت زمانی که مجسمه یک سطح را در اختیار دارد" بود. او استدلال کرد که سطوحی که روی آن کار می‌کند متعلق به او نیست. او موقتاً سطح را در تصرف خود می‌گیرد. از نظر وی، مجسمه تأثیر مهمی در جهان پیرامون خود دارد: "هزاران تیله [اشاره به یکی از کارهای خود او] یک سطح سخت اما قابل نفوذ به سطح اضافه می‌کند … این سطح جدید یک جریان شفاف همه جهته است. در ادامه آبیش هماهنگی موجود در مورد یک سطح با یک مجسمه تکمیل شده را وقتی که هر دو یکی شدند، توضیح می‌دهد: "همه جا سطوح در انتظار آمدن مجسمه است. آمدن یک چشم‌انداز جدید، چون کف باز می‌شود و خطوط بیرونی رسم خواهد شد."
این ایده بیشتر در اثر او «نزدیک جایی که من زندگی می‌کنم» (۱۹۷۶)، به چشم می‌آید که چندین تخته روی زمین پهن می‌شود، و هزاران تیله در فضای خالی بین تخته‌ها قرار می‌گیرند. تخته‌ها بریدگی‌هایی دارند به گونه‌ای که در هر صفحه کانالی ایجاد می‌کند. شکاف بین تیله‌ها مسیر را ادامه می‌دهد. نتیجه، آنطور که منتقد هنری باربرا کاوالیه، می‌گوید «یک پیوستگی در ساختار را نشان می‌دهد … یک حرکت درهم پیچنده فراگیر که فقط تا حدی در قوس‌های برش خورده وجود دارد، و جریانی شاعرانه را برمی‌انگیزد که در تیله‌های براق پراکنده نیز احساس می‌شود.»
در سال ۱۹۷۴، لارنس آلوی نوشت: «کار سیسیل آبیش آنطور که باید دیده شود دشوار است. مشکل توزیع نه تنها به‌دلیل آنکه او گالری ندارد، بلکه به این دلیل است که آثار او معمولاً درجا ایجاد می‌شوند.» وی نتیجه گرفت که کار آبیش نیازمند دیده و مستند شدن است.

## عکاسی
آبیش همچنین در یک نمایشگاه هنری «ساختارشکنی / بازسازی: تبدیل اطلاعات عکاسی به استعاره»، با تمرکز روی روتوش عکس، شرکت کرد. در این نمایشگاه کارهای هنرمندان با دستکاری عکس‌های مختلف و بازسازی آنها در یک عکس، به نمایش درآمدند. در این شیوه کار آبیش چندین عکس می‌گرفت و اساساً آنها را قطعه قطعه به صورت جدول جورچین می‌برید. آنگاه برای ایجاد تصاویر جدید، مانند یک کار دست اول، آنها را دوباره مرتب می‌کرد و می‌چید. آبیش همچنین از فض‍ای داخلی موزه‌ها عکس‌هایی گرفت که در اثر نوشتاری والتر آبیش با عنوان «دیگر چه؟» استفاده شدند، تا نمایی موزه گونه به کتاب بدهند. بسیاری از کارهای آبیش از چاپ ژلاتین نقره استفاده می‌کنند. این روشی است که در اوایل قرن بیستم قبل از ظهور عکس‌های براق رایج بود.   

## آثار
آبیش کارهای خود را در نیویورک در گالری آلساندرا، گالری بایکرت و گالری مایکل والس،  و در ایالت‌های اوهایو، ماساچوست و میشیگان و همچنین در آلمان، اتریش و فرانسه به نمایش گذاشته است. جدا از گالری‌ها، وی به عنوان یک هنرمند کارهای تجسمی با موسسات مختلفی از جمله دانشگاه ماساچوست، کالج آمهرست، کالج کوپریونیون و دانشگاه هاروارد در ارتباط بوده است. او در سال ۱۹۵۳ موفق به اخذ کارشناسی هنرهای زیبا از کالج بروکلین شد.
سیسیل آبیش در زمینه هنر گرافیک برای جلد پانزدهم (آوریل ۱۹۸۴) از مجله فیکشن اینترناشنال، اولین شماره منتشر شده توسط انتشارات دانشگاه سن دیگو، همکاری کرد.